# Maria Padilla
Maria Padilla es una ópera en tres actos con música de Gaetano Donizetti y libreto en italiano de Gaetano Rossi, basada libremente en la figura histórica de María de Padilla, amante y luego esposa de Pedro I de Castilla. Se estrenó con éxito en el Teatro de La Scala de Milán el 26 de diciembre de 1841.

## Historia
En la temporada de su estreno, Maria Padilla tuvo éxito, representándose durante 24 tardes consecutivas. Pero esta fortuna fue efímera, dado que al poco el debutante Giuseppe Verdi eclipsó con su Nabucco al resto de compositores. La ópera fue repuesta en tiempos modernos sólo en 1973 en Londres, y en el año 1978 grabada por Opera Rara. Fue también representada en el año 1990 en Omaha con Renée Fleming en el papel de la protagonista.
Es una ópera poco representada; en las estadísticas de Operabase aparece con sólo 2 representaciones en el período 2005-2010.

## Argumento
María, hija de Don Ruiz de Padilla, se convierte en amante del rey de Castilla, Pedro. El padre ofendido busca vengar el honor de su hija de todos los modos posibles, pero es arrestado y humillado. María, al conocer el súbito deshonor de su padre, huye de la corte y cuida del padre, que mientras tanto ha enloquecido por el deshonor. Pero cuando conoce las nuevas bodas de Pedro con la princesa de Borgoña, Blanca, va al encuentro del cortejo real y arrebata la corona a la princesa. Pedro está disgustado, y declara que María es la única reina de su corazón. La alegría es excesiva para María, que muere rodeada por sus seres queridos.

## Personajes
| Personaje                                  | Tesitura     | Reparto el 26 de diciembre de 1841 Director: Eugenio Cavallini |
| ------------------------------------------ | ------------ | -------------------------------------------------------------- |
| Don Ruiz de Padilla, noble castellano.     | tenor        | Domenico Donzelli                                              |
| Doña Maria de Padilla, hija de Don Ruiz.   | soprano      | Sophie Löwe                                                    |
| Doña Inés de Padilla, hija de Don Ruiz.    | mezzosoprano | Luigia Abbadia                                                 |
| Don Pedro, heredero del trono de Castilla. | barítono     | Giorgio Ronconi                                                |
| Don Ramiro, noble castellano.              | bajo         | Gaetano Rossi                                                  |
| Francisca, aya de María e Inés.            | mezzosoprano | Teresa Ruggeri                                                 |
| Don Luis, esposo de Doña Inés.             | tenor        | Ranieri Pochini                                                |
| Don Alfonso, noble castellano.             | bajo         | Agostino Berini                                                |
| Blanca, princesa francesa.                 | Actriz       |                                                                |